# Joseph Tournois

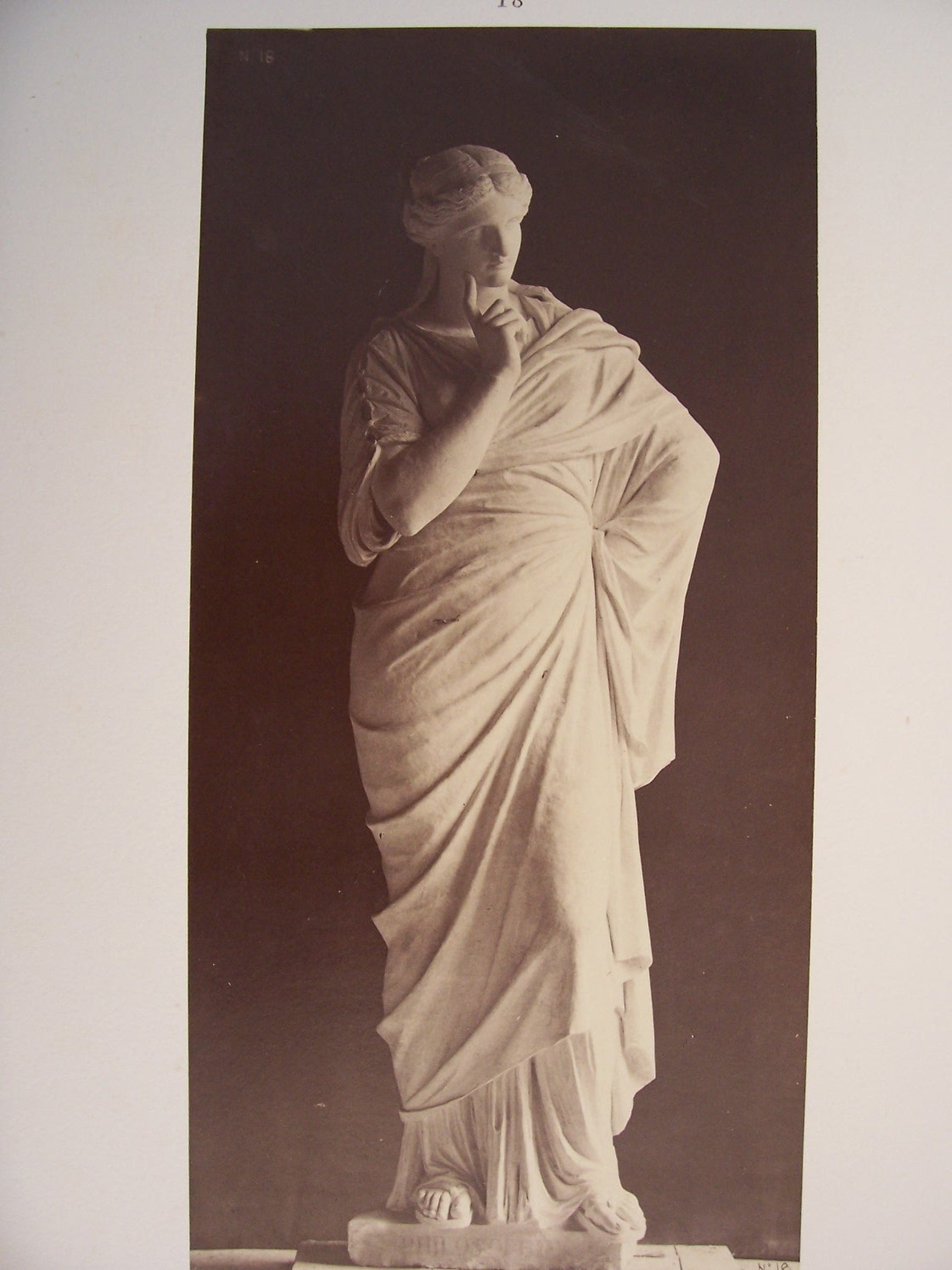
Plancha de La Filosofía,de una de las estatuas decorativas en la Ópera Garnier, 1875.

Joseph Tournois (Chazeuil, 18 de noviembre de 1831 - Dijon, septiembre de 1891) fue un escultor francés.

## Biografía
Su formación como escultor queda a cargo de François Jouffroy y François Rude.
Asiste a la École Nationale Supérieure des Beaux-Arts, donde realiza el relieve de Ulises herido cazando un jabalí, obra que le sirve para ganar el Primer Gran Premio de Roma de escultura en 1857, por delante de Jean André Delorme. Este premio le permite trasladarse a Roma, donde permanece becado en la Academia francesa de la Villa Médicis del 27 de enero de 1858 al 31 de diciembre de 1862.
En 1868 participa en el Salón de los artistas franceses, con la escultura en escayola Baco inventando la Comedia. Esta pieza es adquirida por el estado que ese mismo año encarga al fundidor Victor Thiebaut su reproducción en bronce. 
En 1869 vuelve a participar en el salón con la escultura de Baco inventando la Comedia ya fundida en metal. Esta pieza será trasladada a Viena para la Exposición Universal de 1873 y quedará definitivamente instalada en los jardines de Luxemburgo de París.
En 1870  participa en el Salón de los artistas franceses con una figura de Perseo. La obra, realizada en escayola, es adquirida por el Estado. Tomando de modelo esta pieza, Tournois la reproduce en mármol, mediante el sistema de sacado de puntos cinco años más tarde (1875).
Tras el incendio del Ayuntamiento de París (1880), participa en su decoración escultórica con un busto del abogado revolucionario Armand Gaston Camus (obra de 1882).
Joseph Tournois falleció en Dijon en septiembre de 1891. Tras la muerte del escultor, se reproduce de nuevo la escultura de Perseo, esta vez en bronce. La pieza es expuesta en el Salón de París de 1892, allí es adquirida por el Estado francés y trasladada al Museo de Dijon donde queda en depósito.

## Obras
- Busto de Armand Gaston Camus (1740-1804); Versailles ; Museo Nacional del Palacio de Versalles y de Trianon ; sala del juego de pelota.  Estatua en piedra del año 1882, colocada en la fachada del Hotel de Ville de París (10, rue Lobau)
- Perseo(1875), en paradero desconocido, mármol tallado por puntos a partir de la escayola. Escayola expuesta en el Salón de 1870(nº1875), adquirido por el estado; bronce expuesto en el salón de 1892 (nº3137), adquirido por el estado y depositado en el Museo de Dijon.
- Ulises herido cazando un jabalí ( Ulysse blessé à la chasse par un sanglier).  Bajo relieve en el Museo de la École Nationale Supérieure des Beaux-Arts.
- Baco inventando la Comedia,  Escultura en el Jardín de Luxemburgo, obra fundida por Victor Thiebaut. Escayola expuesta en el Salón de 1868 (nº3864) adquirida por el estado y pasada a bronce por encargo del estado en 1868. Expuesta en el Salón de los artistas franceses de 1869 (n° 3736) y en la Exposición Universal de Viena de 1873.